# Monterey (Massachusetts)
Monterey é uma vila localizada no condado de Berkshire no estado estadounidense de Massachusetts. No Censo de 2010 tinha uma população de 961 habitantes e uma densidade populacional de 13,54 pessoas por km².

## Geografia
Monterey encontra-se localizado nas coordenadas 42° 11′ 13″ N, 73° 13′ 23″ O. Segundo o Departamento do Censo dos Estados Unidos, Monterey tem uma superfície total de 70.96 km², da qual 68.45 km² correspondem a terra firme e (3.53%) 2.51 km² é água.

## Demografia
Segundo o censo de 2010, tinha 961 pessoas residindo em Monterey. A densidade populacional era de 13,54 hab./km². Dos 961 habitantes, Monterey estava composto pelo 97.81% brancos, o 1.46% eram afroamericanos, o 0% eram amerindios, o 0.1% eram asiáticos, o 0% eram insulares do Pacífico, o 0.42% eram de outras raças e o 0.21% pertenciam a duas ou mais raças. Do total da população o 0.62% eram hispanos ou latinos de qualquer raça.